# Liste des unités de l'Union du Maryland de la guerre de Sécession
C'est la liste des régiments de la guerre de Sécession du Maryland qui ont combattu dans l'armée de l'Union. La liste des unités confédérées du Maryland de la guerre de Sécession est indiqué séparément.

## Infanterie
- 1st Regiment Maryland Volunteer Infantry
- 1st Maryland Infantry, Potomac Home Brigade
- 1st Regiment Eastern Shore Maryland Volunteer Infantry
- 2nd Regiment Maryland Volunteer Infantry
- 2nd Regiment Maryland Eastern Shore Infantry
- 2nd Maryland Infantry, Potomac Home Brigade
- 3rd Regiment Maryland Volunteer Infantry
- 3rd Maryland Infantry, Potomac Home Brigade
- 4th Regiment Maryland Volunteer Infantry
- 4th Regiment Potomac Home Brigade Infantry
- 5th Regiment Maryland Volunteer Infantry
- 6th Regiment Maryland Volunteer Infantry
- 7th Regiment Maryland Volunteer Infantry
- 8th Regiment Maryland Volunteer Infantry
- 9th Regiment Maryland Volunteer Infantry
- 10th Regiment Maryland Volunteer Infantry
- 11th Regiment Maryland Volunteer Infantry
- 12th Regiment Maryland Volunteer Infantry
- 13th Regiment Maryland Volunteer Infantry
- 19th Regiment Maryland Volunteer Infantry
- Purnell Legion Infantry
- Baltimore Light Guard Infantry
- Patapsco Guard

## Cavalerie
- 1st Regiment Maryland Volunteer Cavalry
- 2nd Regiment Maryland Volunteer Cavalry
- 3rd Regiment Maryland Volunteer Cavalry - Bradford Dragoons
- 1st Regiment Potomac Home Brigade - Cole's
- Purnell Legion Maryland Volunteer Cavalry
- Smith's Independent Company Maryland Volunteer Cavalry

## Artillerie
- 1st Regiment Maryland Heavy Artillery
- Batterie A, Maryland Light Artillery [batterie de Rigby]
- Batterie A Junior Maryland Light Artillery
- Batterie B de Snow Maryland Light Artillery
- Batterie B Junior Maryland Light Artillery
- Batterie D Maryland Light Artillery
- Baltimore Independent Battery Light Artillery